# Dnipro (stad)
Dnipro (Oekraïens: Дніпро [ɟɲiˈprɔ], Dnipro; Russisch: Днепр [dnʲepr], Dnjepr; tot 19 mei 2016 Дніпропетровськ, Dnipropetrovsk) is met ongeveer een miljoen inwoners (2022) de vierde stad van Oekraïne. De stad ligt aan de rivier de Dnjepr (in het Oekraïens Dnipro) in het centrale oostelijke deel van het land, ten zuiden van de hoofdstad Kiev.
De stad was in vroeger tijden een centraal onderdeel van de Sovjetindustrie, vooral op het gebied van de nucleaire industrie, wapens en lange-afstandsraketten. De stad was toen een gesloten stad.

## Ligging
Dnipro ligt in het centrale deel van de oblast Dnjepropetrovsk. Bij de stad komen de Samara en de Dnepr bij elkaar. De Dnjepr stroomt vanuit het Kamyansk-stuwmeer in zuidoostelijke richting door de stad, verandert van richting naar het zuiden in het stedelijk gebied en vervolgt de weg naar Zaporizja.
De stad ligt gemiddeld op zo’n 155 meter boven de zeespiegel. Het hoogste punt ligt op 188 meter boven zeeniveau in een bosgebied in het zuidwesten van de stad en het laagste punt is het waterpeil van de Dnjepr op 52 meter boven zeeniveau.
Het land rond de stad is grotendeels vlak en dit heeft bijgedragen aan de snelle groei. In ongeveer 200 jaar tijd is het de op drie na grootste stad van Oekraïne is geworden. De meeste bebouwing is op de rechteroever van de Dnjepr, de linkeroever is natter en daarom minder geschikt voor de bouw van huizen.

## Klimaat
De regio heeft een mediterraan klimaat met milde (soms koude), meestal natte winters en warme, droge zomers. De gemiddelde temperatuur is 10,9 °C over het hele jaar gemeten. In de zomermaanden juni, juli en augustus valt vrijwel geen neerslag. Door de aanwezigheid van de rivieren is de luchtvochtigheid hoger. Sneeuw valt gemiddeld op 41 dagen van het jaar, maar nooit in grote hoeveelheden. De beste periode om de stad te bezoeken is in het voor- of najaar.

## Geschiedenis
In de Russisch-Turkse Oorlog (1768-1774) werd de invloed van het Ottomaanse rijk ten noorden van de Zwarte Zee beëindigd. In Russische handen werd een uitgebreid ontwikkelingsprogramma voor de nieuw veroverde zuidelijke gebieden opgesteld, het zogenaamde Griekse plan van keizerin Catharina II van Rusland. Grigori Potjomkin voerde namens haar de plannen uit. De eerste steen werd gelegd op 9 mei 1787 in aanwezigheid van Catharina II en keizer Joseph II van de Habsburgse monarchie. De nieuwe stad was voorbestemd om een "Petersburg van het Zuiden" of het "Athene van het Noorden" te worden. In 1805 telde het 2634 inwoners en van 1802 tot 1925 was het de hoofdstad van het gouvernement Jekaterinoslav.
In de 19e eeuw werd Yekaterinoslav een centrum van industrialisatie nadat het was aangesloten op het spoorwegnet. In 1884, als onderdeel van de aanleg van de spoorlijn van centraal Rusland naar de Krim, werd de spoorbrug over de Dnjepr voltooid. In 1887 werd een staalfabriek en walserij in gebruik genomen en dit trok andere staalindustrie aan. Er kwam ook een werkplaats voor spoorwegmateriaal. Tussen 1860 en 1900 vertienvoudigde de bevolking, waarvan een derde joods was. Hun aanwezigheid leidde tot jodenvervolging in 1883 en 1906.
Na de februarirevolutie in 1917 ging de stad vanaf november 1917 onderdeel uitmaken van de Oekraïense Volksrepubliek. De stad kwam redelijk ongeschonden uit de Russische Burgeroorlog. Op 30 december 1919 wisselde de stad voor de laatste keer van bezetter, het kwam in handen van het Rode Leger.
Tijdens de Tweede Wereldoorlog was de schade vele malen groter. Om de Duitse opmars te stuiten blies het Rode Leger een dam op en het stuwmeer liep leeg waardoor delen van de stad onder water kwamen te staan. Tijdens de Duitse bezetting werd de dam hersteld, maar toen de Duitsers moesten terugtrekken werd de dam weer vernietigd. De wederopbouw duurde tot 1950. De joodse bevolking werd in de oorlog gedecimeerd, de SS en met name de leider Friedrich Jeckeln waren verantwoordelijk voor de moord van vele joden. Na de oorlog werd de wederopbouw krachtig ter hand genomen, met de doorgaande industrialisatie had de stad in de jaren tachtig al meer dan een miljoen inwoners.

## Naam
De stad heeft in haar geschiedenis verscheidene namen gedragen. Ze werd gesticht als Jekaterinoslav (vernoemd naar Catharina II van Rusland). In 1797 werd de stad hernoemd in Novorossiejsk (wat 'Nieuw-Ruslandstad' betekent). Deze naam heeft het echter niet lang gedragen. In 1802 gaf men de stad haar oude naam weer terug.
Toen de communisten de macht grepen in Oekraïne bracht dat opnieuw een naamsverandering met zich mee. Jekaterinoslav werd Sitsjeslav ('sitsj' is een militaire term van de Kozakken). De nieuwe naam sloeg echter niet aan en amper een jaar later haalde men de oude naam Jekaterinoslav terug uit de kast. In 1926 kreeg de stad de naam Dnjepropetrovsk. De Oekraïense communistenleider Grigori Petrovski gaf toen bij wijze van propaganda zijn naam aan de plaats (met ook een verwijzing naar de rivier de Dnjepr, Dnjepropetrovsk betekent letterlijk "Petrus-stad aan de Dnjepr"). Na de val van de Sovjet-Unie gingen stemmen op om de stad een andere naam te geven. Dat gebeurde in mei 2016 daadwerkelijk: Dnipro.
- Jekaterinoslav 1776-1797
- Novorossiejsk 1797–1802
- Jekaterinoslav 1802–1917
- Sitsjeslav 1917–1918
- Jekaterinoslav / Katerynoslav 1918–1926
- Dnjepropetrovsk / Dnipropetrovsk 1926–2016
- Dnipro 2016 - heden

## Partnersteden
- Wałbrzych (Polen)
- Žilina (Slowakije)
- Tasjkent (Oezbekistan)

## Geboren
- Herman M. Parris (1903-1973), medicus en componist
- Gregor Piatigorsky, (1903-1976), cellist
- Helena Blavatsky (1831-1891), theosofe
- Ilja Kabakov (1933-2023), Amerikaans beeldend kunstenaar van Oekraïense afkomst
- Anatoli Demjanenko (1959), voetballer en trainer
- Joelia Tymosjenko (1960), premier van Oekraïne (2005, 2007-2010)
- Oleh Protasov (1964), voetballer
- Oleksandr Toertsjynov (1964), president van Oekraïne (2014)
- Inessa Kravets (1966), atlete
- Serhij Lebid (1975), atleet
- Tatjana Navka (1975), kunstschaatser
- Oksana Bajoel (1977), olympisch kampioene kunstschaatsen 1994
- Aleksandr Tsjertoganov (1980), Azerbeidzjaans voetballer van Oekraïense afkomst
- Petro Chartsjenko (1983), kunstschaatser
- Oleksandr Pjatnytsja (1985), atleet
- Tatjana Volosozjar (1986), kunstschaatsster
- Olesja Povch (1987), atlete
- Roman Neustädter (1988), voetballer
- Jevhen Sjachov (1990), voetballer

## Sport
Een bekende voetbalclub uit Dnipro is FK Dnipro. De club is sinds het seizoen 2005/2006 in handen van Ihor Kolomoyskyi. Het stadion van FK Dnipro heet Dnipro-Arena. De stad stond aanvankelijk op de lijst van speelsteden voor het Europees kampioenschap 2012, maar door onvoldoende vooruitgang in de aanleg van infrastructuur rond het vliegveld, besloot de UEFA om Charkov aan te wijzen als speelstad.

## Vervoer

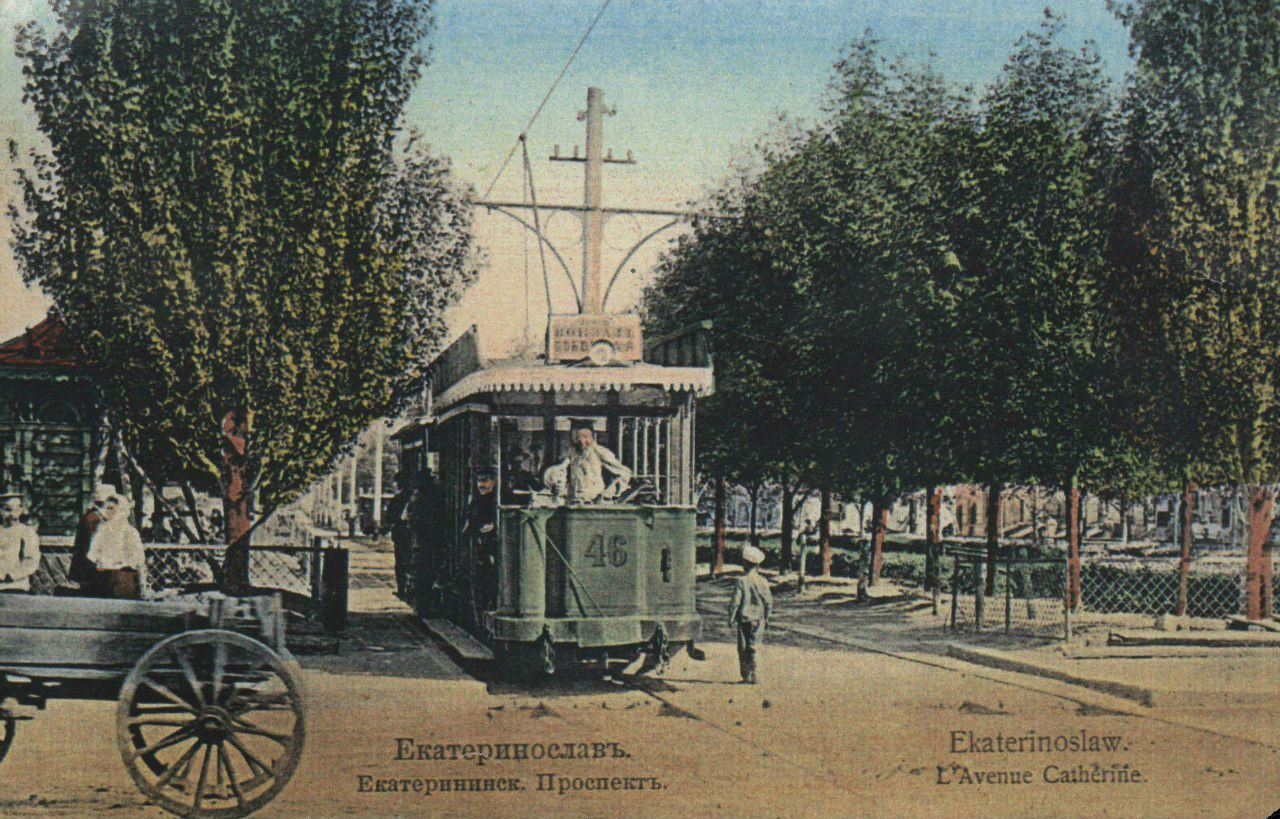
Begin van de 20e eeuw. De Belgische tram in de Catharina de Groote-laan.

De Jekaterinoslav-tram werd geopend op 27 juni 1897 (volgens de moderne Gregoriaanse kalender en 14 juni volgens de Juliaanse kalender).Op het moment van opening was dit het derde tramsysteem in het Russische rijk (de voorgangers waren tram Kiev en trams in Nizjni Novgorod. De constructie en exploitatie werd verzorgd door het Belgische bedrijf ′Tramways électriques d'Ekaterinoslaw.′Tegen het einde van 1897 waren twee miljoen mensen vervoerd. Het oorspronkelijke tramsysteem was gebaseerd op 1000 mm spoor en omvatte 3 tramlijnen vanaf de Catharina de Grote Avenue (moderne naam is Dmytro Yavorny tskyi-laan).
De Metro van Dnipro bestaat uit één lijn en is geopend op 29 december 1995. De lijn heeft een lengte van 7,1 kilometer, telt zes stations en vervoert jaarlijks ongeveer acht miljoen reizigers. Dnipro kreeg als derde stad van het land een metro, na Kiev en Charkov.
De internationale luchthaven van Dnipro ligt zo'n 15 kilometer ten zuidoosten van het stadscentrum. Het is een klein vliegveld en niet meer dan 0,5 miljoen passagiers maken op jaarbasis gebruik van de faciliteiten.